# Aeroportul Internațional Fuzuli
Aeroportul Internațional Fuzuli (IATA: FZL, ICAO: UBBF) este un aeroport din Füzuli rayonu⁠(d), Azerbaidjan ce deservește zona Fuzuli. A fost deschis în 26 octombrie 2021.
aeroportul dispune de o singură pistă.